# Department of Families, Housing, Community Services and Indigenous Affairs

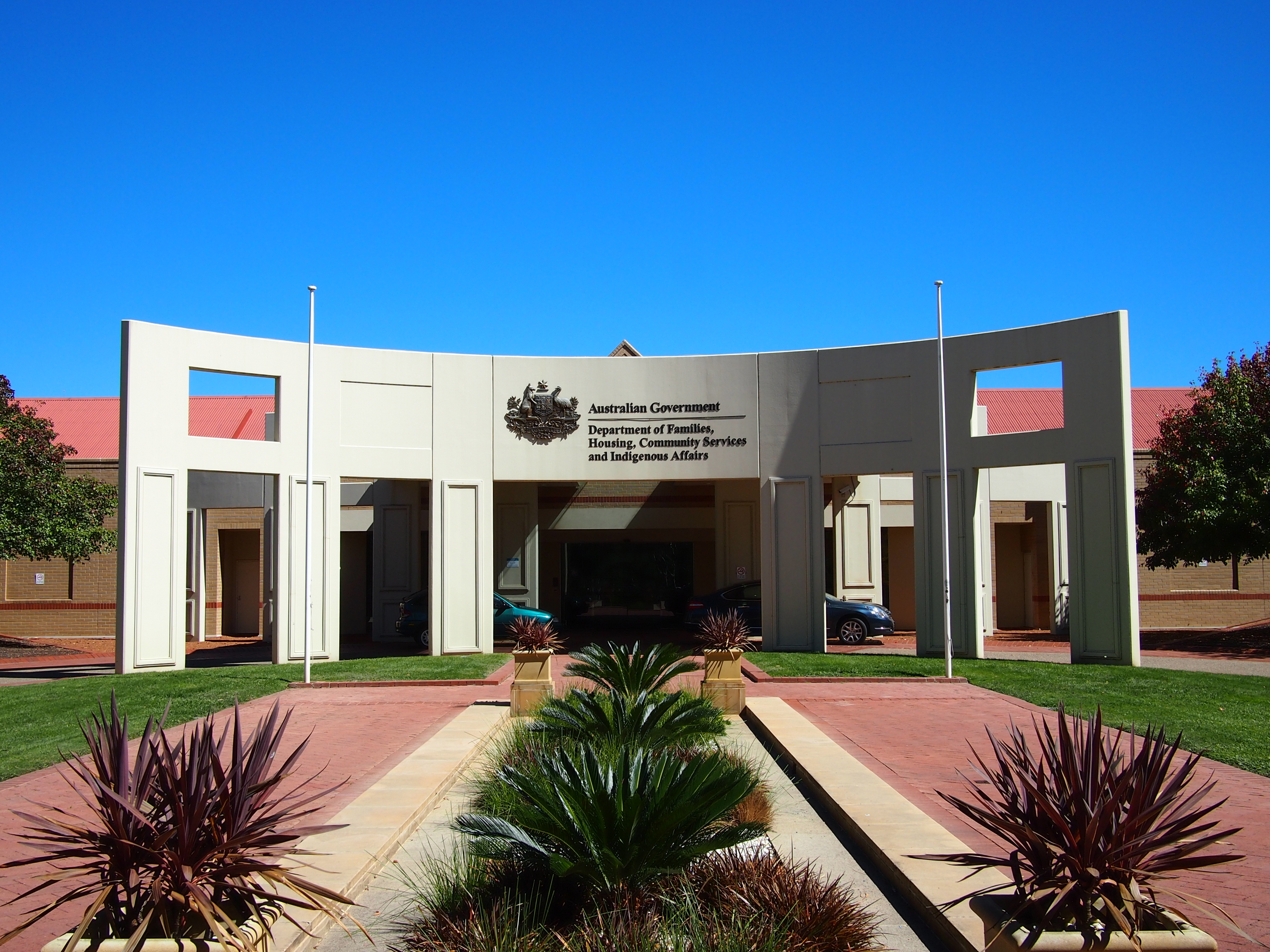
Department of Families, Housing, Community Services and Indigenous Affairs (2013)

Das Department of Families, Housing, Community Services and Indigenous Affairs (FaHCSIA) (deutsch: Ministerium für Familien, Wohnen, Gemeinschaftswesen und Indigene Angelegenheiten) war ein Ministerium des Commonwealth von Australien. Das Hauptverwaltungsgebäude befand  sich im Süden von Canberra in der Vorstadt Greenway. Es wurde 2007 gegründet und 2013 aufgelöst.

## Aufgaben und Amtsinhaber
Die Aufgabe des Ministeriums war es, eine Sozialpolitik für die australischen Gesellschaft zu entwickeln und durchzuführen. Das Office of Indigenous Policy Coordination des FaHCSIA für Aborigines ist eine wichtige Abteilung dieses Ministeriums.
Die heutigen (September 2011) amtierenden Minister und Parlamentarischen Staatssekretäre sind:
- Minister for Families, Housing, Community Services and Indigenous Affairs ist Jenny Macklin
- Minister for Social Housing and Homelessness ist Mark Arbib
- Minister for the Status of Women ist Kate Ellis
- Parliamentary Secretary for Disabilities and Carers ist Senator Jan McLucas
- Parliamentary Secretary for Community Services ist Julie Collins

## Programme
Das Ministerium bot Unterstützung und/oder Programme für nachfolgende Zielgruppen an:
- Familien und Kinder
- Studenten und Jugendliche
- Behinderte
- Pflegebedürftige
- Alte Menschen
- Obdachlose oder von Obdachlosigkeit bedrohte Menschen
- Aborigines und Torres Strait Islanders
- Spielsüchtige und Drogenabhängige
- Sozialhelfer[1]

Des Weiteren entwickelte es Konzepte zur Gleichberechtigung von Frauen in einem eigenen Ministerium.